# Robert McHugh
Robert McHugh (Glasgow, 16 juli 1991) is een Schotse voetballer (aanvaller) die sinds 2007 voor de Schotse eersteklasser Motherwell FC uitkomt. 
McHugh maakte zijn debuut voor Motherwell in mei 2008 in een wedstrijd tegen Hibernian FC (2-0 winst).